# Chiloglanis batesii
Chiloglanis batesii es una especie de peces de la familia Mochokidae en el orden de los Siluriformes.

## Morfología
• Los machos pueden llegar alcanzar los 4,7 cm de longitud total.

## Hábitat
Es un pez de agua dulce.

## Distribución geográfica
Se encuentran en África: cuencas de los ríos  Níger y  Congo, República Centroafricana y Camerún.